# La Tuilière
La Tuilière is een gemeente in het Franse departement Loire (regio Auvergne-Rhône-Alpes) en telt 321 inwoners (1999). De plaats maakt deel uit van het arrondissement Roanne.

## Geografie
De oppervlakte van La Tuilière bedraagt 30,2 km², de bevolkingsdichtheid is 10,6 inwoners per km².
De onderstaande kaart toont de ligging van La Tuilière met de belangrijkste infrastructuur en aangrenzende gemeenten.

## Demografie
Onderstaande figuur toont het verloop van het inwonertal (bron: INSEE-tellingen).